# Master (gruppo musicale)
I Master sono un gruppo death metal statunitense proveniente da Chicago, importante per essere stato tra le prime band death metal create negli anni ottanta, insieme a gruppi come Morbid Angel, Death e Possessed, sebbene siano molto meno conosciuti delle band citate.

## Storia
Il gruppo fu fondato nel 1983 da Paul Speckmann, uno dei musicisti più in vista del panorama death metal. Inizialmente Paul militò in una band power metal chiamata War Cry, dopo di che incontrò il batterista Bill Schmidt, entrato nel gruppo per rimpiazzare l'ex batterista che aveva lasciato la band. Insieme, Speckmann e Schmidt decisero di creare una band molto aggressiva influenzata dal sound di gruppi quali Motörhead, Venom e Slayer.
Fondarono così i Master e contattarono 26 chitarristi per reclutarne uno nei Master, tuttavia nessuno di loro entrò nel gruppo e ciò causò la dipartita di Schmidt, causando lo scioglimento della band. Paul allora creò un altro gruppo chiamato Death Strike, con cui pubblicò un demo e un album. Dopo di che Bill Schmidt chiese a Paul di rientrare nella band e lui, dopo aver scacciato il batterista e uno dei chitarristi dei Death Strike (da Speckmann considerati degli incapaci e degli ubriaconi), il gruppo si riformò sotto il nome di Master.
Con questa formazione il gruppo cominciò a diventare noto nell'underground death metal, ma non riuscì mai a firmare un contratto con una casa discografica conosciuta, e per questo motivo è rimasto un gruppo underground.

## Formazione
- Paul Speckmann - basso e voce
- Chris Mittlebrun - chitarra
- Bill Schmidt - batteria

## Discografia
- 1985 - Fuckin' Death (come Death Strike)
- 1990 - Master
- 1991 - On the Seventh Day God Created ... Master
- 1992 - Speckmann Project (come Speckmann Project)
- 1993 - Collection of Souls
- 1998 - Faith Is in Season
- 2002 - Let's Start a War
- 2003 - Spirit of the West
- 2003 - Unreleased 1985 album
- 2005 - Masterpieces
- 2005 - Four More Years of Terror
- 2007 - Slaves to Society
- 2010 - The Human Machine
- 2013 - The Witchhunt
- 2016 - An Epiphany of Hate

## Formazione

### Formazione attuale
- Paul Speckmann - basso/voce
- Ales "Alex 93" Nejezchleba - chitarra
- Zdenek "Zdenal" Pradlovsky - batteria

### Ex componenti
- Jim Martinelli
- Paul Masvidal
- Brian Brady
- Jeff Kobie
- Sage Gonzales
- Petr "Ronald Reagan" Krystof
- Chris Mittleburn
- Libor "Harry Truman" Lebanek
- James Polk
- Aaron Nickeas
- Sage Johnson
- Bill Schmidt
- Steve Bailey